# Masirana kyokoae
Masirana kyokoae là một loài nhện trong họ Leptonetidae.
Loài này thuộc chi Masirana. Masirana kyokoae được T. Yaginuma miêu tả năm 1972.